# Mesterholdenes Europa Cup i håndbold 1969-70 (kvinder)
Mesterholdenes Europa Cup i håndbold 1969-70 for kvinder var den tiende udgave af Mesterholdenes Europa Cup i håndbold for kvinder. Turneringen havde deltagelse af 15 klubhold, der var blevet nationale mestre sæsonen forinden, samt de forsvarende mestre fra Žalgiris Kaunas. Den blev afviklet som en cupturnering, hvor alle opgørene til og med semifinalerne blev afviklet over to kampe, hvor holdene mødtes både ude og hjemme. Finalen blev afviklet som én kamp på neutral bane.
Turneringen blev vundet af Spartak Kijev fra Sovjetunionen, som i finalen i Bratislava besejrede SC Leipzig fra Østtyskland med 9-7. Triumfen var Spartak Kijevs første i turneringens historie.
Danmarks repræsentant i turneringen var de danske mestre fra Handelsstandens Gymnastikforening, som nåede semifinalen, hvor holdet tabte med 22-35 over to kampe til SC Leipzig fra Østtyskland.

## Resultater

### Ottendedelsfinaler
| Dato   | Dato   | Hjemmehold i 1. kamp    | Udehold i 1. kamp         | Resultat | Resultat | Resultat |
| 1.kamp | 2.kamp | Hjemmehold i 1. kamp    | Udehold i 1. kamp         | Samlet   | 1.kamp   | 2.kamp   |
| ------ | ------ | ----------------------- | ------------------------- | -------- | -------- | -------- |
| ?      | ?      | Spartak Kijev           | Odeva Glogovec            | 37–21    | 24-10    | 13-11    |
| 30.11. | ?      | KF Valur                | AZS AWF Wrocław           | 23–32    | 12-19    | 11-13    |
| ?      | ?      | Žalgiris Kaunas         | Lokomotiva Zagreb         | 23–18    | 15-10    | 8-8      |
| ?      | ?      | Skjeberg IF             | US d'Ivry                 | 19–18    | 10-80    | 09-10    |
| ?      | ?      | 1. FC Nürnberg          | Maccabi Harazim Ramat Gan | 52–13    | 30-40    | 22-90    |
| ?      | ?      | Handelsstandens GF      | VIF G. Dmitrov Sofia      | 24–11    | 12-30    | 12-80    |
| 3.12.  | ?      | Universitatea Timişoara | Swift Roermond            | 25–14    | 13-80    | 12-60    |
| ?      | ?      | Ferencvarosi TC         | SC Leipzig                | 18–26    | 8-7      | 10-19    |

### Kvartfinaler
| Dato   | Dato   | Hjemmehold i 1. kamp | Udehold i 1. kamp       | Resultat | Resultat | Resultat |
| 1.kamp | 2.kamp | Hjemmehold i 1. kamp | Udehold i 1. kamp       | Samlet   | 1.kamp   | 2.kamp   |
| ------ | ------ | -------------------- | ----------------------- | -------- | -------- | -------- |
| ?      | ?      | AZS AWF Wrocław      | Spartak Kijev           | 24–49    | 12-24    | 12-25    |
| ?      | ?      | Skjeberg IF          | Žalgiris Kaunas         | 22–33    | 12-16    | 10-17    |
| ?      | ?      | Handelsstandens GF   | 1. FC Nürnberg          | 28–16    | 17-60    | 11-10    |
| ?      | ?      | SC Leipzig           | Universitatea Timişoara | 27–17    | 9-6      | 18-11    |

### Semifinaler
| Dato   | Dato   | Hjemmehold i 1. kamp | Udehold i 1. kamp  | Resultat | Resultat | Resultat |
| 1.kamp | 2.kamp | Hjemmehold i 1. kamp | Udehold i 1. kamp  | Samlet   | 1.kamp   | 2.kamp   |
| ------ | ------ | -------------------- | ------------------ | -------- | -------- | -------- |
| 5.3.   | 21.3.  | Spartak Kijev        | Žalgiris Kaunas    | 20–17    | 8-7      | 12-10    |
| ?      | ?      | SC Leipzig           | Handelsstandens GF | 27–17    | 9-6      | 18-11    |

### Finale
Finalen blev spillet i Bratislava.
| Dato | Vinder        | Finalist   | Res. | Pause |
| ---- | ------------- | ---------- | ---- | ----- |
| 4.4. | Spartak Kijev | SC Leipzig | 9–7  | 6-3   |